# داوود مقامی
داوود مقامی (۱٢ خرداد ۱٣۱٧ تهران − ۲۲ اسفند ۱۳۵۰ تهران) یکی از شناخته‌شده‌ترین خوانندگان سبک کوچه بازاری و موسیقی فولکلور تهرانی پیش از انقلاب ۵۷ ایران بود. او ورزشکار بود و در رشتهٔ پرورش اندام فعالیت داشت.

## زندگی و فعالیت حرفه‌ای

مقامی در نوجوانی

داوود مقامی در خیابان ری کوچه آبشار به دنیا آمد.
وی به‌همراه خوانندگانی هم‌چون سوسن و نعمت‌الله آغاسی از هنرمندان شاخص سبک کوچه بازاری به‌شمار می‌آمدند. او خوانندگی را از جنوب تهران آغاز کرد و نزد شاپور نیاکان آموزش موسیقی دید.

## مرگ

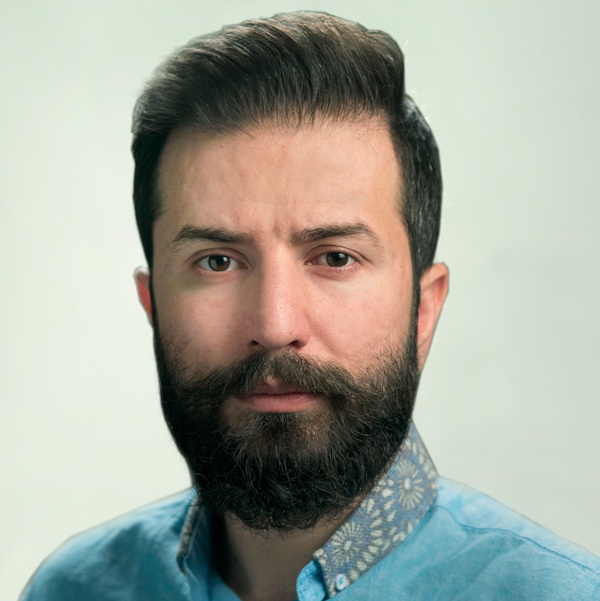

مقامی در سکوی قهرمانی پرورش اندام

داوود مقامی در جوانی و در ۲۲ اسفند ۱۳۵۰ خورشیدی در سی و سه سالگی به دلیل سرطان مغز درگذشت.
آرامگاه او در نمازخانهٔ شهر ری واقع در عبدالعظیم حسنی قرار دارد. بخشی از گورستان در بازسازی‌های سال ۱۳۷۰ خورشیدی به مصلی تبدیل شد. از وی سه فرزند به جای ماند که پسر بزرگ او بهمن، در یک سانحهٔ رانندگی در سال ۱۳۵۴ خورشیدی درگذشت. وی مدتی در کشتارگاه تهران به کار مشغول بود.
در مراسم تشییع جنازه وی عده پرشماری از اهالی تهران شرکت جستند.
مجموع ترانه‌هایی که داوود مقامی خوانده ۴۳ ترانه می‌باشد.

## ترانه‌های موجود
- آواره میخانه
- افسوس
- آخدا
- آرزوی دیدار (اشک)
- افسانه (جای تو خالی)
- بهشت و جهنم
- بر باد رفته (عبرت)
- باتو هستم
- باران
- پاییز
- تب مجنون (غم تنهایی)
- تو هم باید بمیری
- خزان
- درد هجران (غنچه خندان)
- دوران طلایی (مهری)
- دلم تورا میخواه
- زیبا (مهر و وفا)
- شب غم (مرغ شب)
- صحرای غم
- طلاق (دو صدایی به همراه نیلوفر)
- عروس مادرم (عزیزجون)
- عشق من (پیک افسونگر)
- غزل رفیق نیمه راه
- فریبا
- فریده
- فریاد
- فراق تو
- قاصد عشق
- قلب محزون
- گرداب غم (بی آشنا منم)
- گریه چه حاصل
- گریزان
- منصوره
- مست ره گم کرده (دلم ترامیخاد)
- مرغ سرگردان (مرغ عاشق)
- نوشین جان
- وای از تو
- وای عمرم سر اومد (دل من)
- یتیم (مادر)
- یارم قهر کرده

## آلبوم‌ها

سعید مهناویان و داود مقامی

- بهشت وجهنم

| نام ترانه    | ترانه‌سرا      | آهنگساز       | تنظیم |
| ------------ | ------------- | ------------- | ----- |
| آخدا         | عماد خراسانی  | بابک رادمنش   |       |
| گریزان       | بابک رادمنش   | بابک رادمنش   |       |
| دل من        | سعید مهناویان | سعید مهناویان |       |
| بهشت وجهنم   | جوزانی        | یداله بدر     |       |
| مرغ عشق      | جوزانی        | یدالله بدر    |       |
| دیوانه شدم   | سعید مهناویان | سعید مهناویان |       |
| عزیز جون     | سعید مهناویان | سعید مهناویان |       |
| گریه چه حاصل | سعید مهناویان | سعید مهناویان |       |

- منصوره

| نام ترانه      | ترانه‌سرا      | آهنگساز       | تنظیم |
| -------------- | ------------- | ------------- | ----- |
| نم نم باران    |               |               |       |
| مهر و وفا      |               |               |       |
| جای تو خالی    |               |               |       |
| قاصد عشق فریده | سعید مهناویان | سعید مهناویان |       |
| منصوره         | سعید مهناویان | سعید مهناویان |       |
| درد هجران      | مهدی          | یداله بدر     |       |
| جدایی          | سعید مهناویان | سعید مهناویان |       |
| بی آشنا منم    | سعید مهناویان | سعید مهناویان |       |

- نوشین جان

| نام ترانه  | ترانه‌سرا      | آهنگساز       | تنظیم |
| ---------- | ------------- | ------------- | ----- |
| نوشین جان  |               |               |       |
| افسوس      | بدر           | مهدی          |       |
| غم تنهایی  | سعید مهناویان | سعید مهناویان |       |
| اشک        |               |               |       |
| غنچه خندون |               |               |       |
| مهری       | سعید مهناویان | سعید مهناویان |       |
| غزال       | سعید مهناویان | سعید مهناویان |       |
| مرغ شب     | سعید مهناویان | سعید مهناویان |       |
| قهر کرده   | سعید مهناویان | سعید مهناویان |       |